# Johannes Baptist Rosner

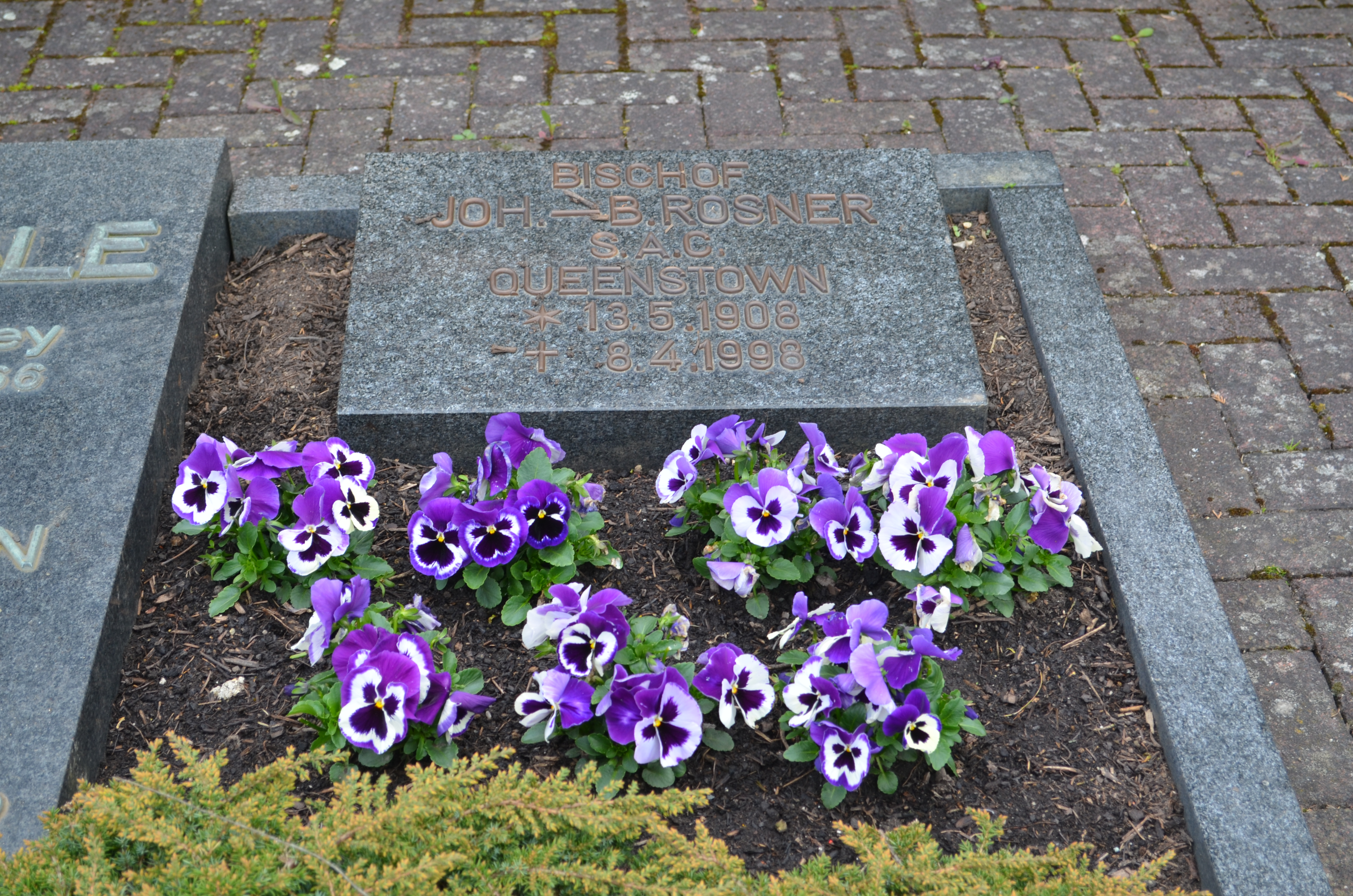
Grab von Johannes Baptist Rosner auf dem Pallottinerfriedhof in Limburg an der Lahn

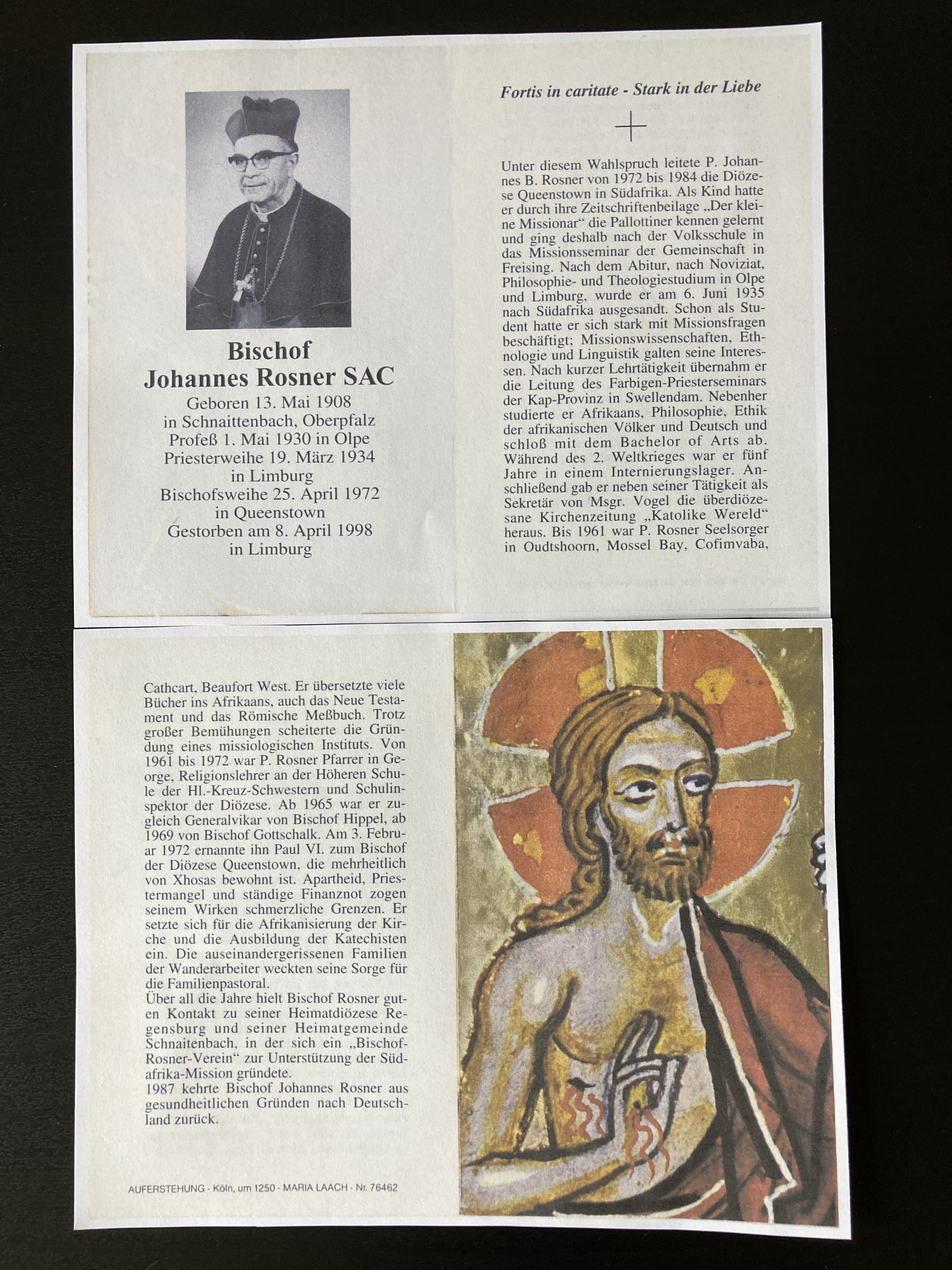
Totenbildchen von Johannes Baptist Rosner

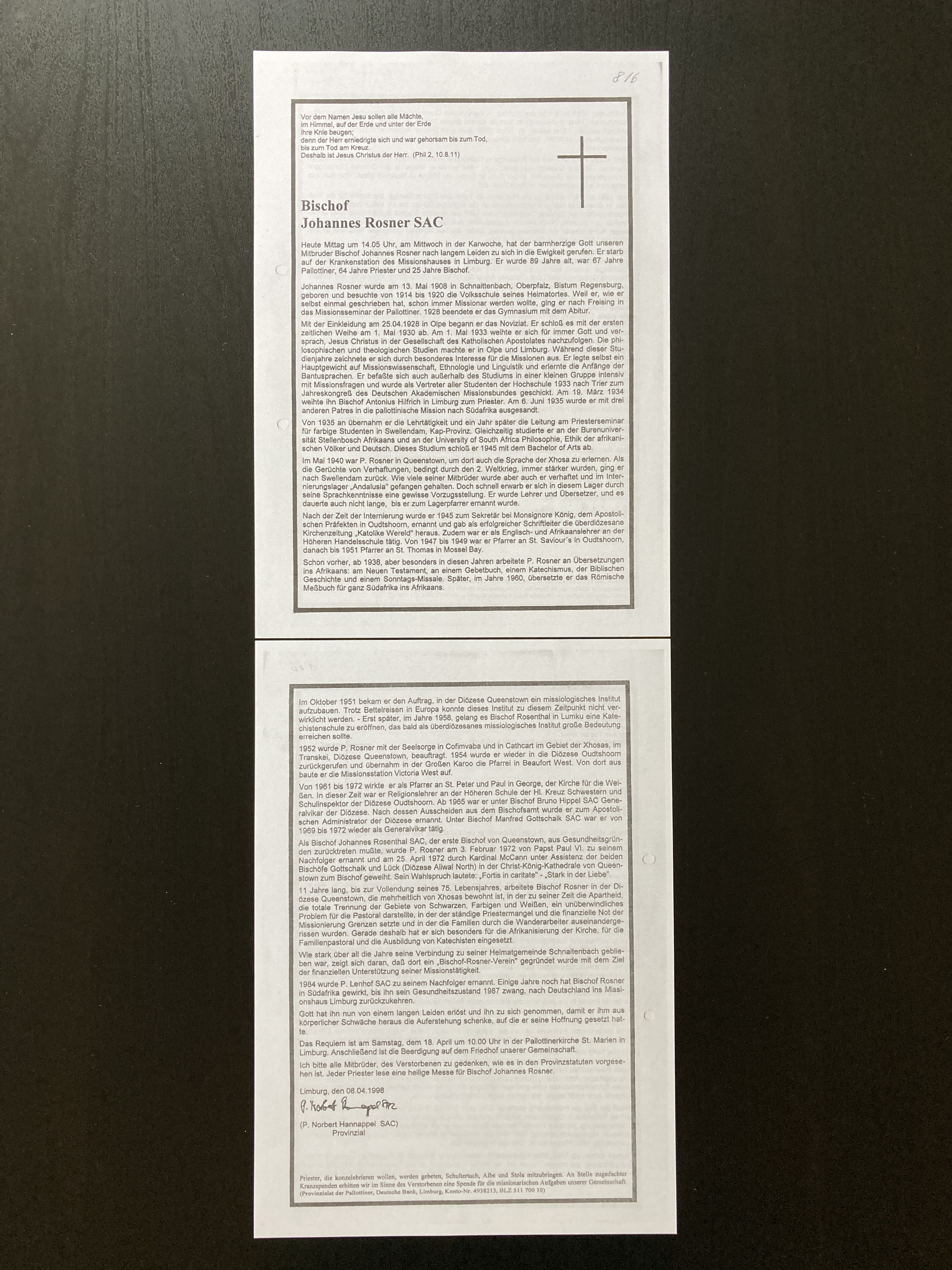
Totenbrief von Johannes Baptist Rosner

Johannes Baptist Rosner SAC (auch John Baptist Rosner; * 13. Mai 1908 in Schnaittenbach, Bayern; † 8. April 1998 in Limburg an der Lahn) war ein deutscher römisch-katholischer Geistlicher und Missionar. Er war Bischof von Queenstown in Südafrika.

## Leben

### Ausbildung
Johannes Rosner wurde als uneheliches Kind einer Magd geboren und besuchte von 1914 bis 1920 die Volksschule seines Heimatortes. Seinem langjährigen Wunsch entsprechend ging er nach Freising in das Missionsseminar der Pallottiner. 1928 beendete er das Gymnasium mit dem Abitur.
Mit der Einkleidung am 25. April 1928 in Olpe begann er das Noviziat in der Gesellschaft apostolischen Lebens der Pallottiner. Er schloss es am 1. Mai 1930 mit der zeitlichen Profess ab. Am 1. Mai 1933 legte er die ewige Profess ab. Die philosophischen und theologischen Studien absolvierte er in Olpe und Limburg. Während dieser Studienjahre legte er das Schwergewicht auf Missionswissenschaft, Ethnologie und Linguistik und erlernte die Anfänge der Bantusprachen. Am 19. März 1934 empfing er durch Bischof Antonius Hilfrich in Limburg die Priesterweihe. Am 6. Juni 1935 wurde er mit drei anderen Patres in die pallottinische Mission nach Südafrika ausgesandt.

### Missionarische und pastorale Tätigkeiten in Südafrika
Von 1935 an übernahm er die Lehrtätigkeit und ein Jahr später die Leitung am Priesterseminar für Coloured-Studenten in Swellendam, Kapprovinz. Gleichzeitig studierte er an der Universität Stellenbosch Afrikaans und an der University of South Africa Philosophie, Ethik der afrikanischen Völker und Deutsch. Dieses Studium schloss er 1945 mit dem Bachelor of Arts ab.
Im Mai 1940 war Johannes Baptist Rosner in Queenstown, um dort auch die Sprache der Xhosa zu erlernen. Als die Gerüchte von Verhaftungen, bedingt durch den Zweiten Weltkrieg, immer stärker wurden, ging er nach Swellendam zurück. Wie viele seiner Mitbrüder wurde aber auch er verhaftet und im Internierungslager „Andalusia“ gefangen gehalten. Doch schnell erwarb er sich in diesem Lager durch seine Sprachkenntnisse eine gewisse Vorzugsstellung. Er wurde Lehrer und Übersetzer, und nach kurzer Zeit wurde er zum Lagerpfarrer ernannt.
Nach der Zeit der Internierung wurde er 1945 zum Sekretär bei Monsignore König, dem Apostolischen Präfekten in Oudtshoorn, ernannt und gab die überdiözesane Kirchenzeitung „Katolike Wereld“ heraus. Zudem war er als Englisch- und Afrikaanslehrer an der Höheren Handelsschule tätig. Von 1947 bis 1949 war er Pfarrer an St. Saviour’s in Oudtshoorn, danach bis 1951 Pfarrer an St. Thomas in Mossel Bay.

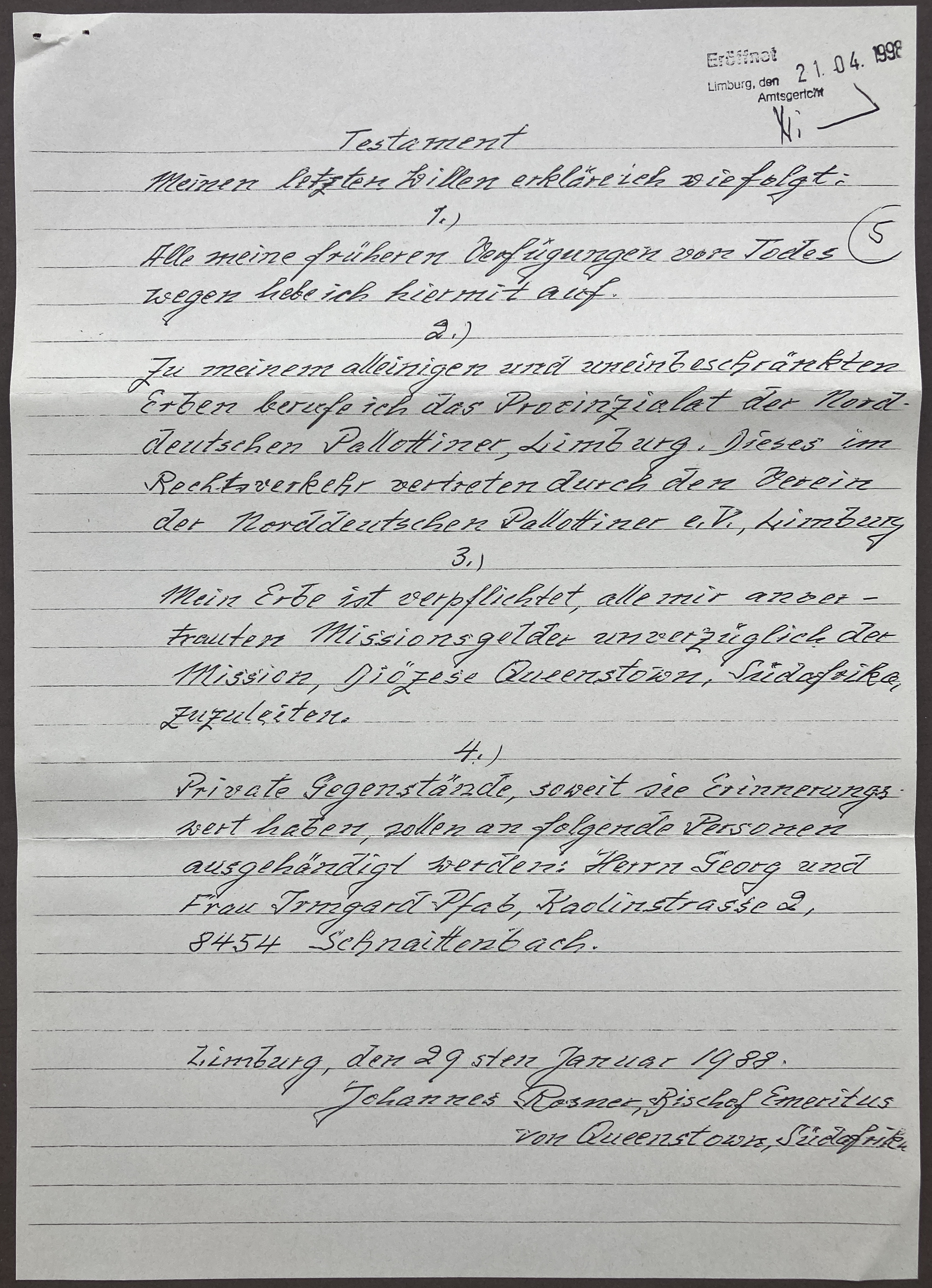
Testament von Johannes Baptist Rosner

Schon vorher, ab 1938, aber besonders in diesen Jahren arbeitete Rosner an Übersetzungen ins Afrikaans: Am Neuen Testament, an einem Gebetbuch, einem Katechismus, der Biblischen Geschichte und einem Sonntags-Missale. Später, im Jahre 1960, übersetzte er das Römische Messbuch für ganz Südafrika ins Afrikaans.
Im Oktober 1951 bekam er den Auftrag, in der Diözese Queenstown ein missiologisches Institut aufzubauen. Trotz Bettelreisen in Europa konnte dieses Institut zu diesem Zeitpunkt nicht verwirklicht werden. Erst später, im Jahre 1958, gelang es Bischof Johannes Rosenthal, in Lumku östlich von Queenstown eine Katechistenschule zu eröffnen, die bald als überdiözesanes missiologisches Institut große Bedeutung erreichen sollte.
1952 wurde Rosner mit der Seelsorge in Cofimvaba und in Cathcart im Gebiet der Xhosa, in der Transkei, Diözese Queenstown, beauftragt. 1954 wurde er in die Diözese Oudtshoorn zurückgerufen und übernahm in der Großen Karoo die Pfarrei in Beaufort West. Von dort aus baute er die Missionsstation Victoria West auf.
Von 1961 bis 1972 wirkte er als Pfarrer an St. Peter und Paul in George, einer Kirche für Weiße. In dieser Zeit war er Religionslehrer an der Höheren Schule der Hl.-Kreuz-Schwestern und Schulinspektor der Diözese Oudtshoorn. Ab 1965 war er unter Bischof Bruno Hippel SAC Generalvikar der Diözese. Nach dessen Ausscheiden aus dem Bischofsamt wurde er zum Apostolischen Administrator der Diözese ernannt. Unter Bischof Manfred Gottschalk SAC war er von 1969 bis 1972 wieder als Generalvikar tätig.

### Tätigkeiten als Bischof von Queenstown
Als Bischof Johannes Rosenthal SAC, der erste Bischof von Queenstown, aus Gesundheitsgründen zurücktreten musste, wurde Rosner am 3. Februar 1972 von Papst Paul VI. zu Rosenthals Nachfolger ernannt. Die Bischofsweihe spendete ihm am 25. April 1972 in der Christ-König-Kathedrale von Queenstown der Erzbischof von Kapstadt Owen Kardinal McCann; Mitkonsekratoren waren der Bischof von Oudtshoorn, Manfred Gottschalk, und Johannes Baptist Lück, Bischof von Aliwal. Sein Wahlspruch lautete: Fortis in caritate („Stark in der Liebe“).
Elf Jahre lang, bis zur Vollendung seines 75. Lebensjahres, arbeitete Bischof Rosner in der Diözese Queenstown, die mehrheitlich von Xhosa bewohnt ist, in der zu seiner Zeit die Apartheid, die totale Trennung der Gebiete von Schwarzen, Coloureds und Weißen, ein unüberwindliches Problem für die Pastoral darstellte, in der der ständige Priestermangel und finanzielle Not der Missionierung Grenzen setzte und in der die Familien durch die Wanderarbeit auseinandergerissen wurden. Gerade deshalb hat er sich besonders für die Afrikanisierung der Kirche, für die Familienpastoral und die Ausbildung von Katechisten eingesetzt.

### Letzte Jahre und Tod
1984 wurde Herbert Nikolaus Lenhof SAC zu seinem Nachfolger ernannt. Einige Jahre wirkte Bischof Rosner noch in Südafrika, bis er 1987 aus gesundheitlichen Gründen nach Deutschland ins Missionshaus Limburg zurückkehrte.
Am 8. April 1998 starb Bischof Johannes Rosner auf der Krankenstation des Missionshauses in Limburg.
Er wurde 89 Jahre alt, war 67 Jahre Pallottiner, 64 Jahre Priester und 25 Jahre Bischof.